# 大撕裂

對正在大撕裂的星系所做的動態模擬想法。

大撕裂是一種宇宙論假說，在2003年首度被發佈，內容牽涉宇宙的終極命運。假說認為宇宙中的物質，從恆星和星系到原子和次原子粒子，乃至时空本身，都会在未來有限的時間內因宇宙加速膨脹而逐漸被撕裂，直到粒子间距无限增大。根据宇宙学标准模型，宇宙標度因子在未來有限的時間內會變得無限大，在宇宙常数占主导地位的未来，更会呈指数级增长。不过，这种膨胀在每时刻都相似（因此有指数律——在相同时间间隔内，局部体积的膨胀次数相同，特点是哈勃常数不变且很小，对任何有束缚的物质结构而言都能忽略。大撕裂情形中，哈勃常数会在有限时间内发散。
只有令假想质能（幻能量）具有难以置信的物理特性，才有可能到达突裂奇点（sudden rip singularity）。

## 概览
这假说的真实性取决于现有宇宙中暗能量的类型。会导致大撕裂的暗能量是不断增加的，称作幻能量。若宇宙中暗能量无限制增加，就能最终克服一切维系宇宙的力量；关键值是状态方程参数w，即暗能量压与能量密度之比。若{\displaystyle -1<w<0}，则宇宙膨胀将趋于加速，而暗能量将随之消散，不会发生大撕裂。若{\displaystyle w<-1}，则其密度将随宇宙膨胀而增加。
由幻能量主导的宇宙将是加速膨胀的宇宙，意味着可观测宇宙与宇宙视界将不断收缩——物体能影响观测者的距离变近，相互作用能传播的距离缩短。视界小于任何特定结构之后，结构的最远部分间便不能发生任何基本相互作用，可视作结构被“撕裂”。时间进程本身也将终止。这模型暗示，在有限时间之后将抵达最终的奇点，即“大撕裂”，当中可观测宇宙的大小收敛到零，所有距离都发散。
这假说的提出者是达特茅斯学院的Robert R. Caldwel，计算得从现在到大撕裂的时间为
其中w如上述，{\displaystyle H_{0}}是哈勃常数，{\displaystyle \Omega _{m}}是目前宇宙所有物质的密度。
钱德拉X射线天文台对星系团速度的观测似表明，w的值约在−0.907到−1.075之间，意味着大撕裂不能被明确排除。（根据上述方程，若观测确定{\displaystyle -1.075<w<-1}，则大撕裂最早会发生在1520亿年后）

## 示例
论文中，作者考虑了{\displaystyle w=-1.5,\ H_{0}=70{\rm {km/s/Mpc}},\ \Omega _{m}=0.3}的假想情形。这时，大撕裂将发生于约220亿年后，星系将在之前2亿年开始相互分离。 大撕裂前6000万年，星系将开始解体，因为引力太弱。太阳系这样的行星系会在大撕裂前约3个月失去引力束缚，行星将飞入迅速膨胀的宇宙。最后几分钟，恒星和行星将被撕裂。原子大约在大撕裂前{\displaystyle 10^{-19}}秒被摧毁（首先因电子飞去而电离，然后原子核离解）。大撕裂时，时空本身都将被撕裂，宇宙标度因子将达到无穷大。

## 可观测宇宙
证据表明，我们的宇宙中w非常接近-1，所以w成了方程的支配项。w越接近-1，分母就越接近零，大撕裂就越遥远；而若w恰好等于-1，则无论{\displaystyle H_{0},\ \Omega _{m}}有多大，大撕裂都不会发生。
根据最新宇宙学数据，不确定性仍然很大，不能区分是{\displaystyle w<-1,\ w=-1,\ w>-1}中的哪种情形。
此外，由于统计波动，几乎不可能精确测得{\displaystyle w=-1}。也就是说，w的测量值将可以任意地接近-1，因此即便最终也几乎不能完全排除大撕裂的可能。

## 外部連結
- Daily Kos: Science Friday: Long Live the Big Rip!（页面存档备份，存于）
- The Big Rip: New Theory Ends Universe by Shredding Everything（页面存档备份，存于）
- Caldwell, Robert R.; Kamionkowski, Marc and Weinberg, Nevin N. . 2003. arXiv:astro-ph/0302506.
- 大解體是宇宙的終點嗎?